# Kynsiselkä
Kynsiselkä är en del av sjön sjön Kynsivesi och Leivonvesi i Finland.   Den ligger i landskapet Mellersta Finland, i den centrala delen av landet, 250 km norr om huvudstaden Helsingfors. Kynsiselkä ligger 79 meter över havet.